# 布萊克伯里鎮區 (明尼蘇達州艾塔斯卡縣)
布萊克伯里鎮區（英語：Blackberry Township）是位於美國明尼蘇達州艾塔斯卡縣的一個行政鎮區。

## 地方資料
布萊克伯里鎮區的面積為93.53平方千米，當中陸地面積為91.73平方千米，而水域面積為1.80平方千米。根據2020年美國人口普查的數據，當地共有人口827人，而人口密度為每平方千米8.84人。